# Ehrenfriedhof (Lübeck)

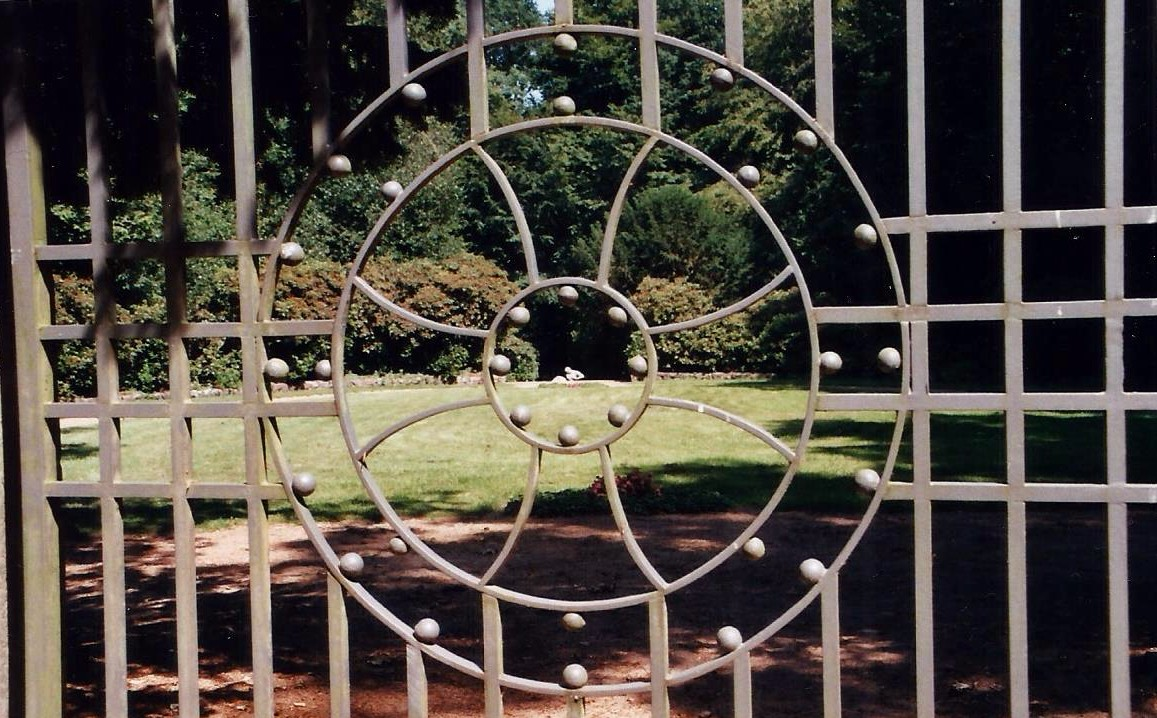
Hanseatenkreuz auf der Pforte zum Gräberfeld

Der Ehrenfriedhof ist eine zentrale Gedenkstätte in Lübeck für die zivilen und militärischen Opfer beider Weltkriege. Er ist etwa fünf Hektar (50.000 m2) groß, umfasst 1882 Grabstätten und ca. 500 Gedenksteine. Er liegt an der Travemünder Allee in Höhe der Kreuzung Sandberg/Heiligen-Geist-Kamp und gegenüber dem Burgtorfriedhof.

## Geschichte

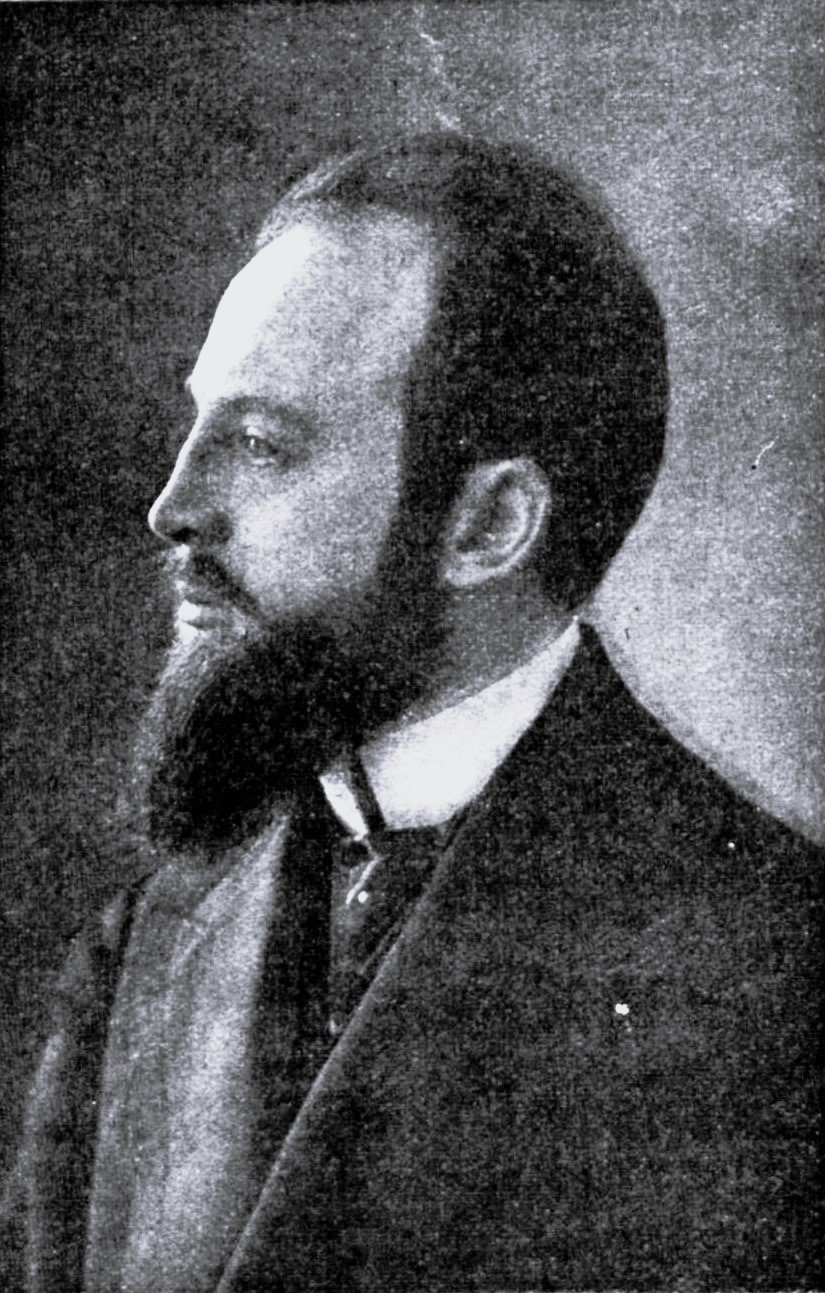
Harry Maasz

Anfang November des Jahres 1914 wurde von der Friedhofsbehörde beim „hohen Senat“ beantragt, ihr einen Platz zur Herrichtung einer Kriegsgräberanlage nach Maßgabe des Garteninspektors Harry Maasz zur Verfügung zu stellen. Im Inneren der Anlage sollte gemäß der ursprünglichen Planung ein Gedenkstein stehen.
Der Senat befürwortete das Vorhaben im Januar 1915 und wies der Anlage einen Platz nördlich des Burgtorfriedhofs an der Israelsdorfer Allee (heute: Travemünder Allee) zu. Gräber des Krieges, deren Bestattungen bereits seit Oktober 1914 auf dem Vorwerker Friedhof stattgefunden hatten, wurden nachträglich umgebettet.
Der Zugang wurde gesperrt, nachdem Sturmtief Herwart Ende Oktober 2017 den Ehrenfriedhof verwüstet hatte. Herwart hatte etwa 50 Buchen und Eichen, die zum Teil 180 bis 190 Jahre alt waren, zum Umstürzen gebracht, viele Grabsteine wurden beschädigt. Im Januar 2018 wurde mit der Beseitigung der Schäden begonnen. Anfang Juli 2018 war der Friedhof teilweise wieder zugänglich. Die Arbeiten mit Teilsperrung zogen sich bis Ende Januar 2019 hin. Insgesamt mussten fast hundert alte Bäume gefällt werden.

## Architektur und gärtnerische Anlage
Der Friedhof ist als ein von waldigen Hügeln umgebener Hain mit vielen Skulpturen konzipiert. Die einzelnen Felder sind treppenförmig angelegt. Bepflanzt ist der Friedhof mit Buchen, Eichen, Eiben und Rhododendron.
Auf den schmiedeeisernen Flügeln der Pforte des Hauptportales sowie dem Portal zum Gräberfeld des Friedhofs wurde in deren Zentren das Hanseatenkreuz, Orden der Hansestadt Lübeck während des Ersten Weltkriegs, angedeutet.
Ein Nebenportal befindet sich an der Straße Sandberg. Gegenüber befindet sich das Nebenportal des Burgtorfriedhofs. Dies ermöglicht(e) einen raschen Übergang zwischen den Friedhöfen.
Ein weiterer Zugang zum Ehrenfriedhof befindet sich gegenüber dem Nebenportal zu einem Weg entlang der Schienen.

## Kriegsgräberstätten

### Erster Weltkrieg

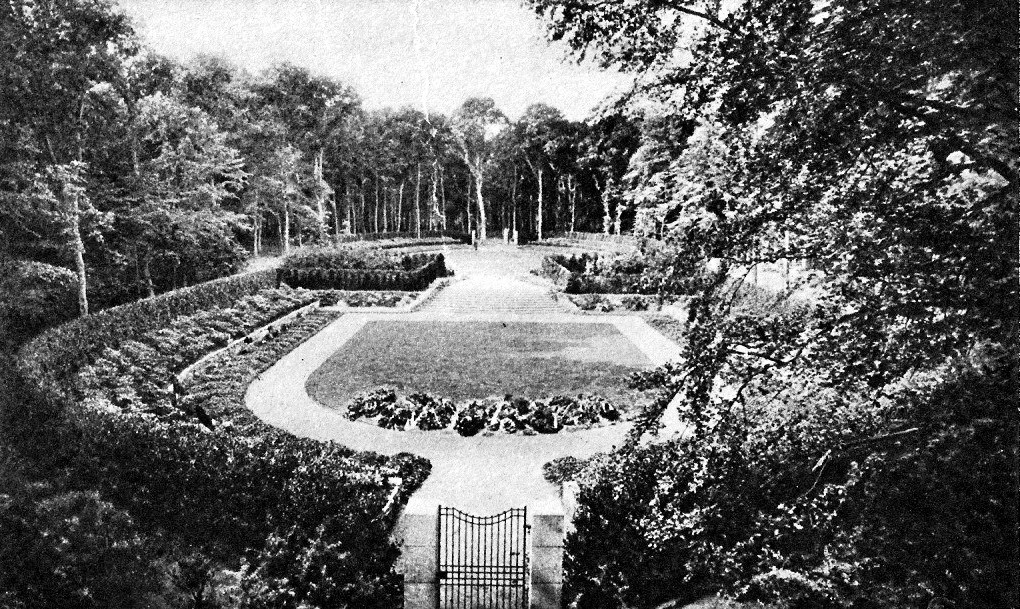
Gräberfeld der Gefallenen des Ersten Weltkriegs

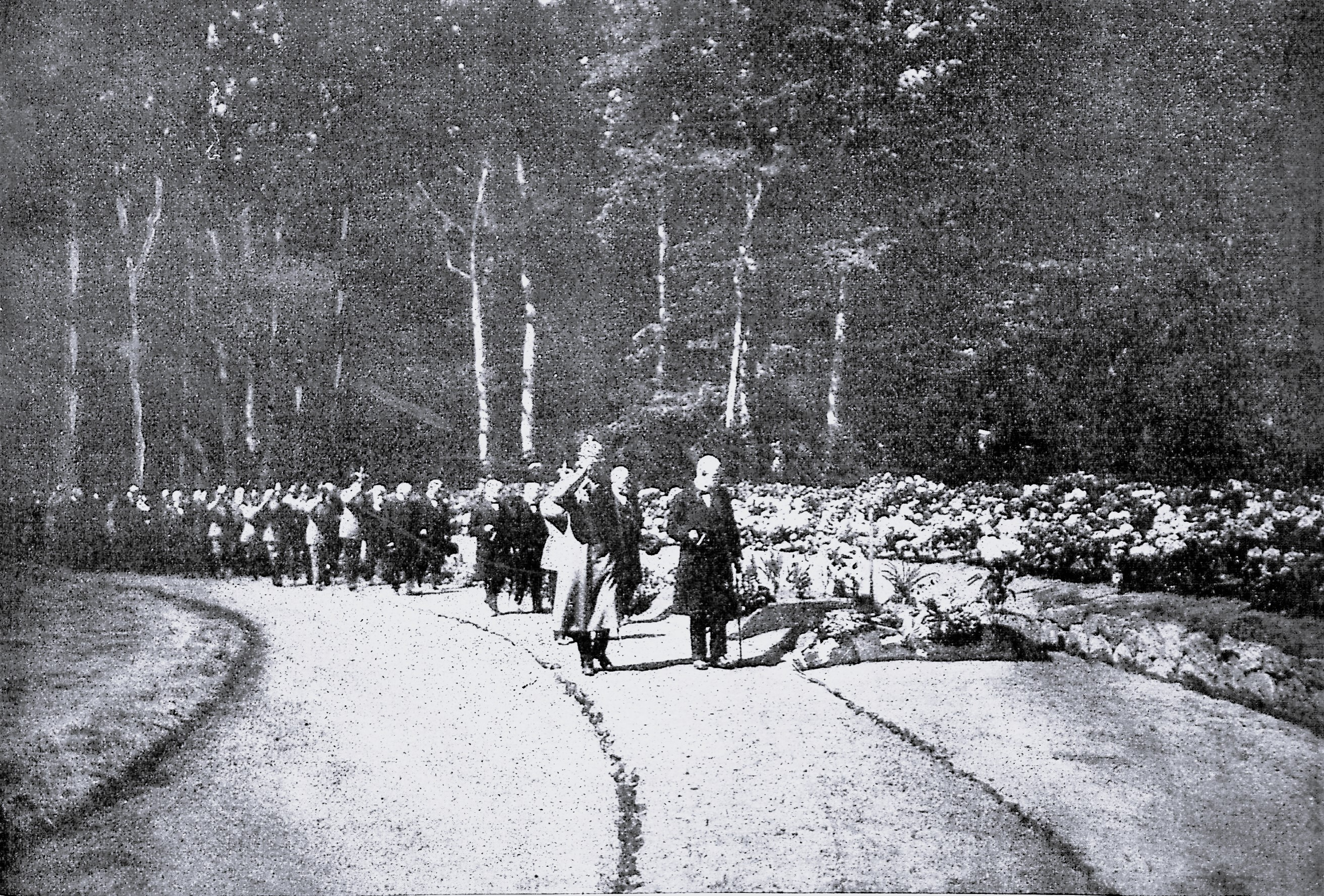
Huldigungsgang zur Eröffnung

Die Eröffnung des lübeckischen Ehrenfriedhofs fand am 6. Juni 1915 statt. Die Erbauungstunde mit Gesang und Predigt, die der Kücknitzer Pastor Kurt Ziesenitz entsprechend dem Anlass an Vers 5 des 3. Kapitels aus dem 2. Buch Mose aus der Lutherbibel angelehnt hatte, fand vor der eigentlichen „Heldenstätte“ statt. Dann öffneten sich die Tore des Hains. Mit dem Bürgermeister, Johann Hermann Eschenburg, sowie dem Kommandeur des Ersatzbataillons des heimischen Regiments, Oberst von Kuenheim, an der Spitze, schritten Mitglieder des Senates und des Offizierkorps, Mitglieder der Bürgerschaft und andere Ehrengäste sowie die im Landeskriegerverband vereinigten Kriegervereine an den Gräbern entlang.
Am Kopfende der Toten schlang sich um das Oval der Anlage ein Kranz blühender Alpenrosen herum. In der einen Abteilung des Friedhofes leuchteten sie rot, in der anderen blau. Während die zweite Hälfte der Stätte, unterhalb der Stufen, noch unbenutzt war, waren im ersten Hof schon über 50 „Helden“ bestattet.
Die Anlage bestand aus einem ovalen und einem ins Halbrund auslaufenden rechteckigen Gräberfeld, umgeben von einem Ehrenhain mit Gedenksteinen. 1917 wurden die Felder um eine Gasse und ein weiteres kreisförmiges Grabfeld erweitert. Bedingt durch die Länge des Krieges wurde eine Erweiterung des Friedhofs um zwei weitere Felder jenseits der Allee geplant, aber nicht mehr verwirklicht.

### Zweiter Weltkrieg

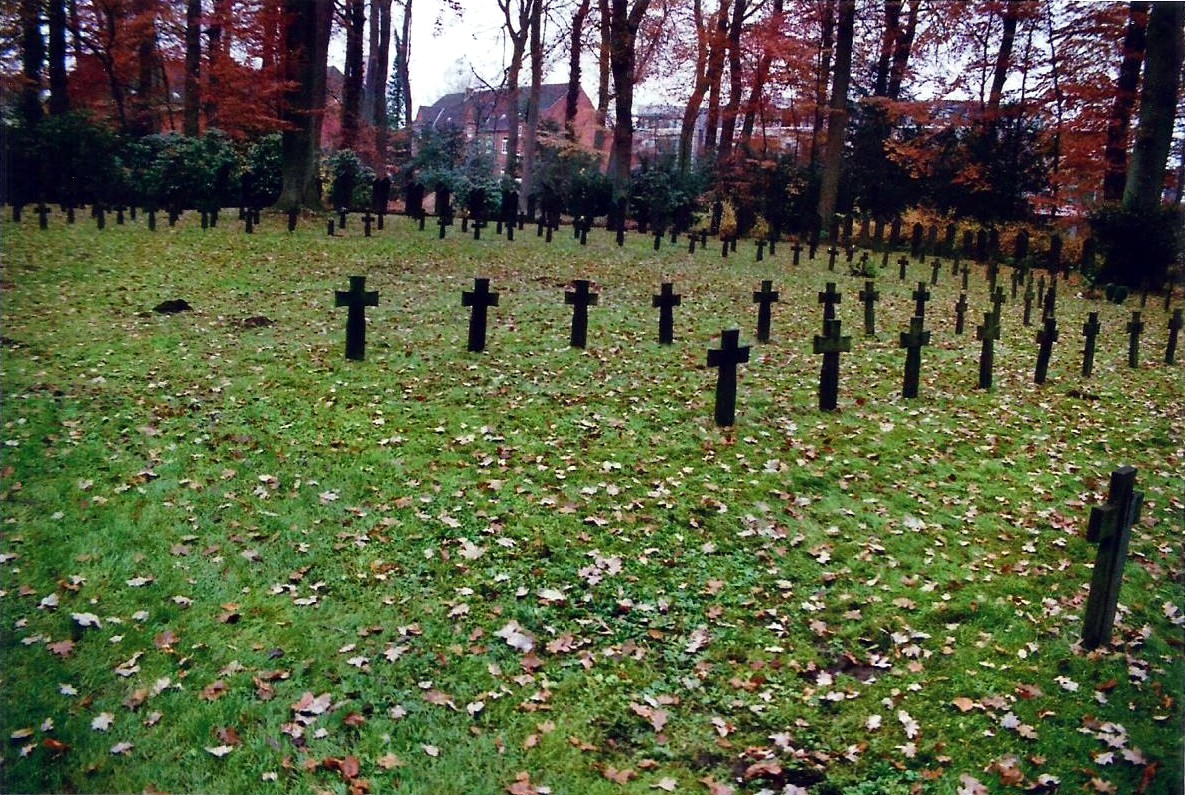
Gräberfeld der Gefallenen des Zweiten Weltkriegs

Die Kriegsopfer des Zweiten Weltkrieges sind in drei voneinander getrennten Grabfeldern beigesetzt. Im Zweiten Weltkrieg beschloss man, anstelle eines räumlich von diesem getrennten Ehrenfriedhofs den vorhandenen des Ersten Weltkriegs zu erweitern. Der Baudirektor Hans Pieper schlug vor, dies mittels einer Achse neuer Grabfelder, welche die ursprüngliche im sogenannten Vorhof schneide, zu realisieren. Den räumlichen Gegebenheiten entsprechend entstanden ein kreisförmiges Grabfeld zur Travemünder Allee und ein weiteres ovalförmiges zur anderen Seite, angrenzend an die Straße Sandberg. An jenes schloss sich nach dem Luftangriff auf Lübeck am 29. März 1942 ein drittes kreisförmiges, Opfer Palmarum 1942, für deren zivile Opfer an. Der Oberbürgermeister, Drechsler – als Soldat einst mit dem Lübecker Regiment im Ersten Weltkrieg –, genehmigte dies persönlich.

## Pflege der Kriegsgräber
Die Gräber werden von der Hansestadt Lübeck gepflegt. Die theoretischen Kenntnisse über den Zweiten Weltkrieg haben Schüler der Emil-Possehl-Schule vertieft, indem sie Grabsteine und Gehwege in Stand setzten und somit konkret mit dem Schicksal der hier Bestatteten konfrontiert wurden.

## Ehrenmale und Gedenken
Auf den Grabfeldern befinden sich drei Denkmäler zum Gedenken an die Opfer der Kriege. Am Denkmal des betenden Kriegers werden jährlich am Volkstrauertag in stiller Feier Kränze für alle Toten der Kriege niedergelegt.

Ehrenmäle
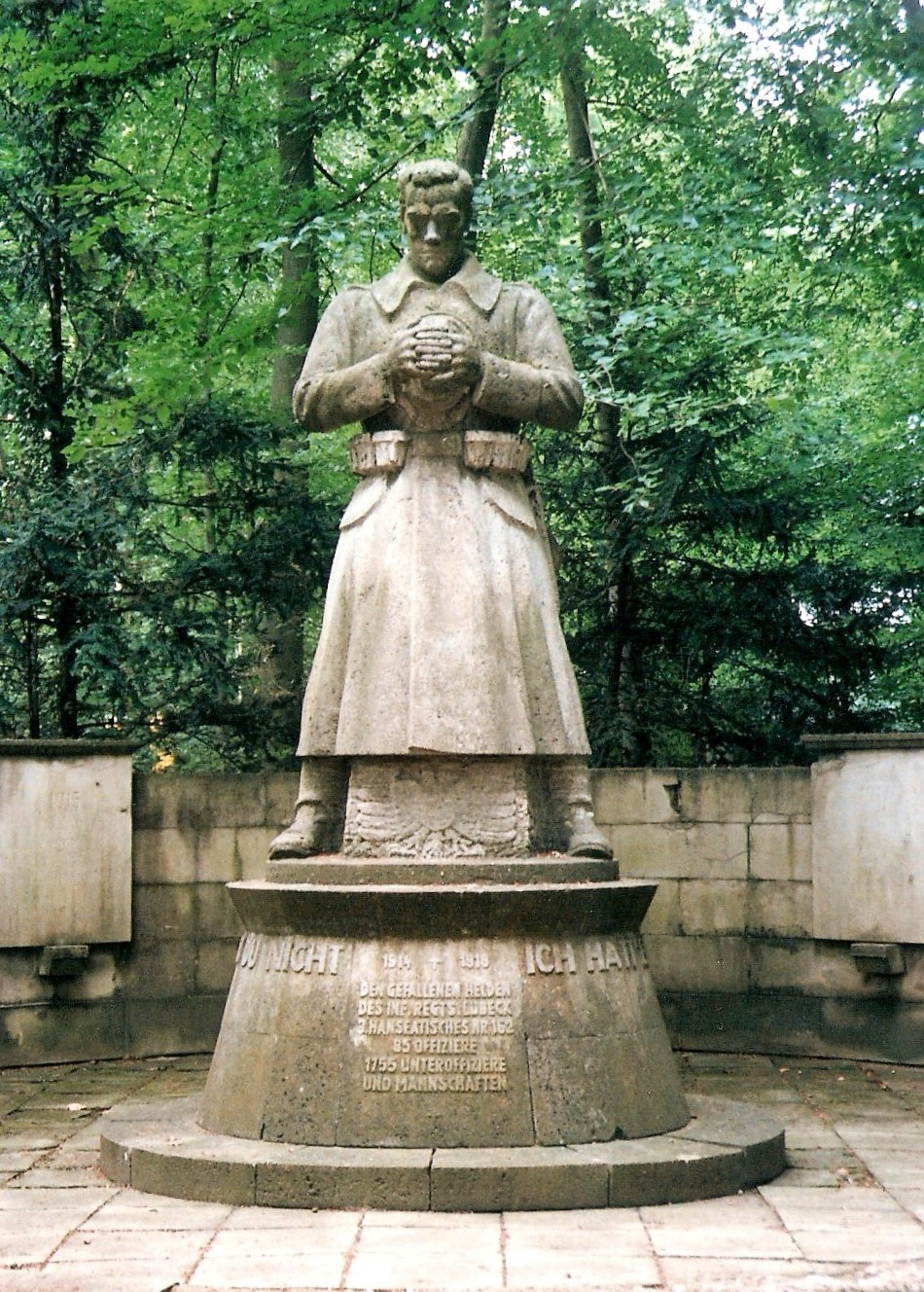
Helm ab zum Gebet
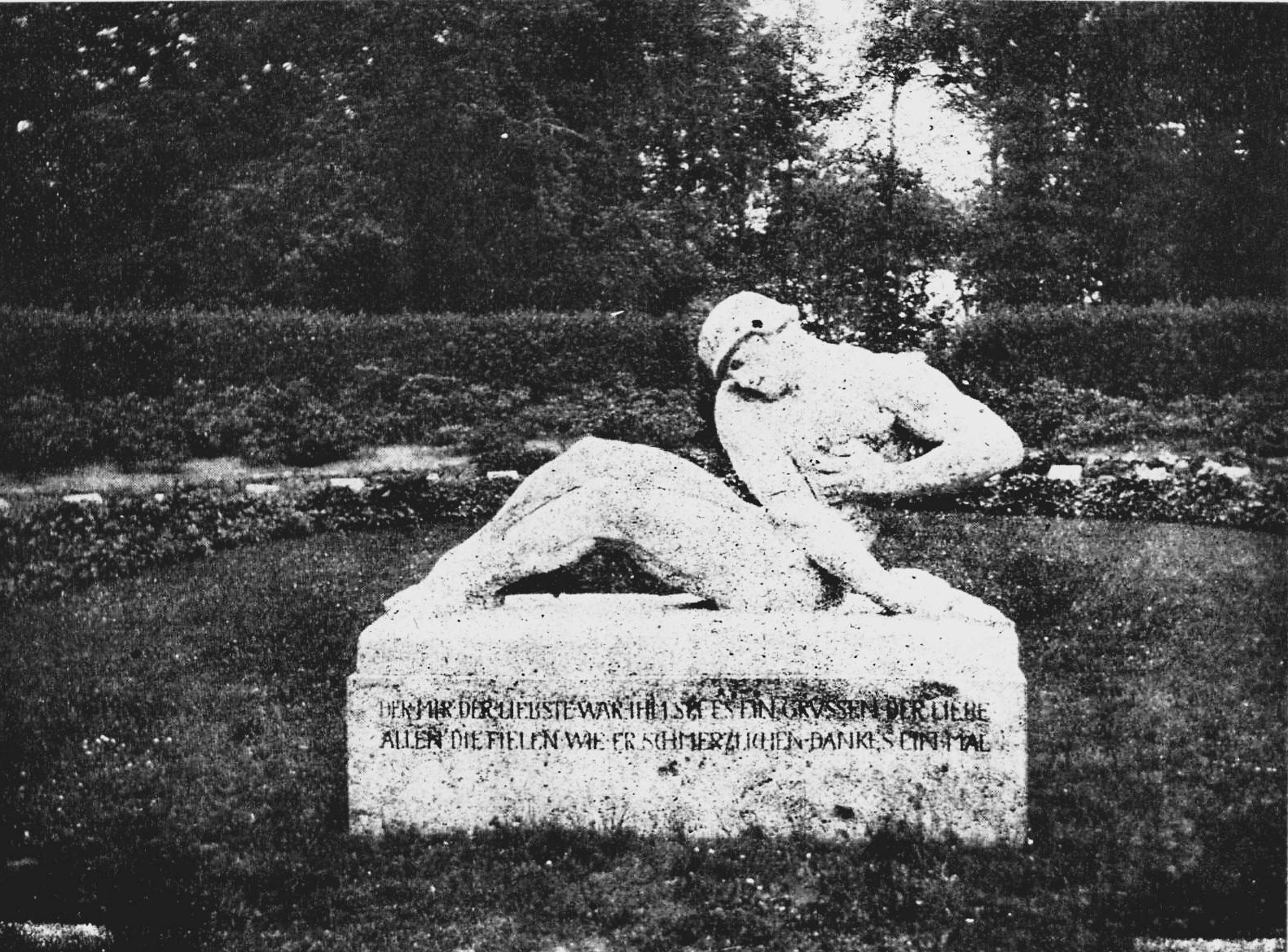
Sterbender Krieger
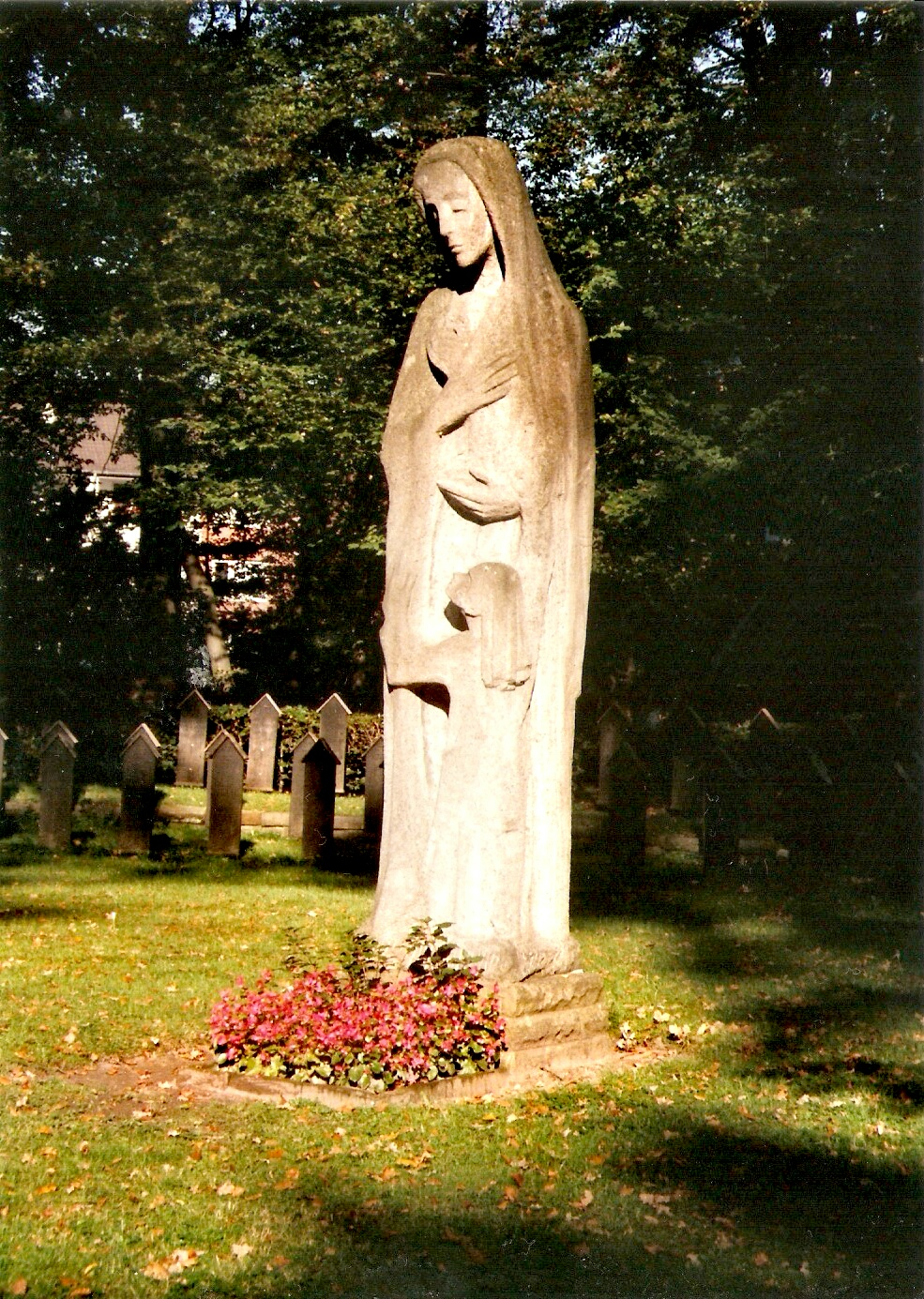
Die Mutter

### Helm ab zum Gebet
Durch den Künstler Richard Kuöhl wurde 1924 die ca. 4 m hohe Statue Helm ab zum Gebet als zentrales Denkmal für das Infanterie-Regiment „Lübeck“ (3. Hanseatisches) Nr. 162 zum Gedenken an die Opfer dieser Einheit geschaffen.
Am 29. Juli 1919 genehmigte der Senat der Freien und Hansestadt Lübeck der Abwicklungsstelle des Infanterie-Regiments Lübeck unter Verwendung der Mittel aus der Regimentseigenen Loigny-Stiftung die Errichtung des sich danach zur zentralen Gedenkstätte des Friedhofs entwickelnden Ehrenmals.
Die Inschrift am Fuß der Statue lautet:
1914–1918 / den gefallenen Helden / des Inf. Regts. Lübeck / 3. Hanseatisches Nr. 162 / 85 Offiziere / 1755 Unteroffiziere und Mannschaften.
eingerahmt im Anfangssatz aus Ludwig Uhlands Der gute Kamerad
Ich hatt’ einen Kameraden einen bessern findst du nicht
Der Unterbau der Figur und die sie im Halbrund umfassende Mauer mit den Jahrestafeln, auf denen die Einsatzorte vermerkt sind, wurden nach einem Entwurf des Oberbaurates Friedrich Wilhelm Virck in Zusammenarbeit mit dem Architekten Max Meyer hergestellt. Die gartenkünstlerische Anlage erschuf Harry Maasz.
Der ursprüngliche Plan, das Denkmal im Vorhof bzw. an den Toreingang selbst zu stellen, wurde aufgegeben und die Platzfrage dank einer Anregung von Maasz in dessen Sinne gelöst. Die beabsichtigte Einweihung des Ehrenmals war für den 29. Juli 1923 vorgesehen. Sie wurde jedoch mit Rücksicht auf die angekündigten Unternehmungen der Kommunistischen Partei, die für diesen Tag einen Demonstrationssonntag angekündigt hatte, unterlassen und, wie es hieß, auf bessere Zeiten verlegt. Das Denkmal wurde in aller Stille enthüllt.

### Sterbender Krieger
Am Eingang des zweiten Feldes befindet sich die von Fritz Behn für seinen gefallenen Schwager, Hauptmann und Rechtsanwalt Hans Küstermann, geschaffene Skulptur.
Inschrift auf der Vorderseite des Sockels:
Der mir der Liebste war ihm sei es ein Grüssen der Liebe

allen die fielen wie er schmerzlichen Dankes ein Mal
Die rückwärtige Sockelinschrift erinnert an den Anlass der Aufstellung:
Dem Gedenken

Dr. jur. Hans Küstermann

Gefallen im Priesterwald 1915.

### Die Mutter
Auf dem Feld Opfer Palmarum 1942 steht das um 1960 von dem Rheiner Künstler Joseph Krautwald aus Muschelkalk erschaffene Skulptur Die Mutter.

## Grabdenkmäler

Gräber
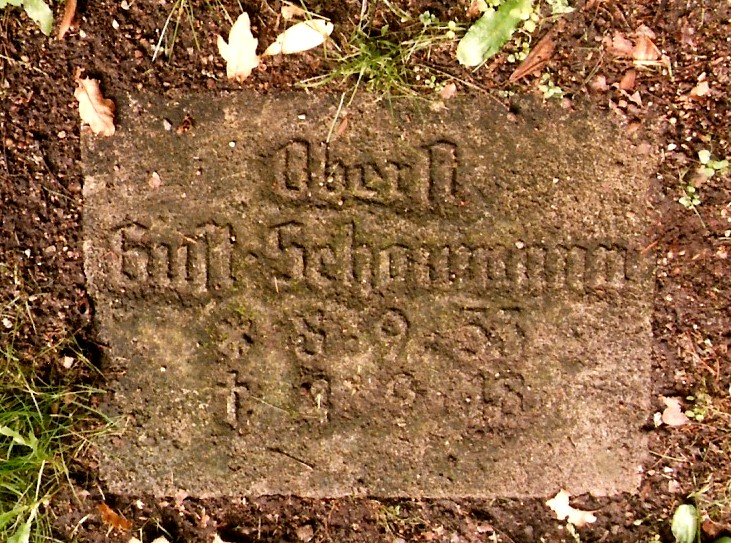
Gustav Schaumann
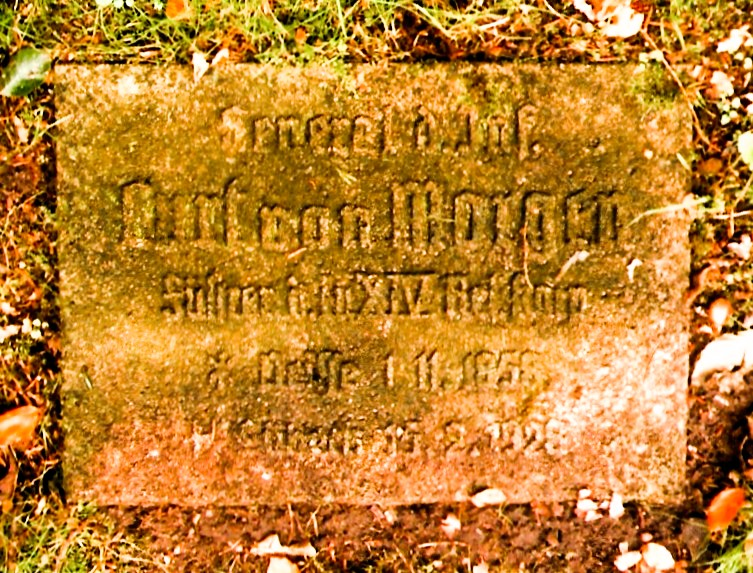
Curt von Morgen
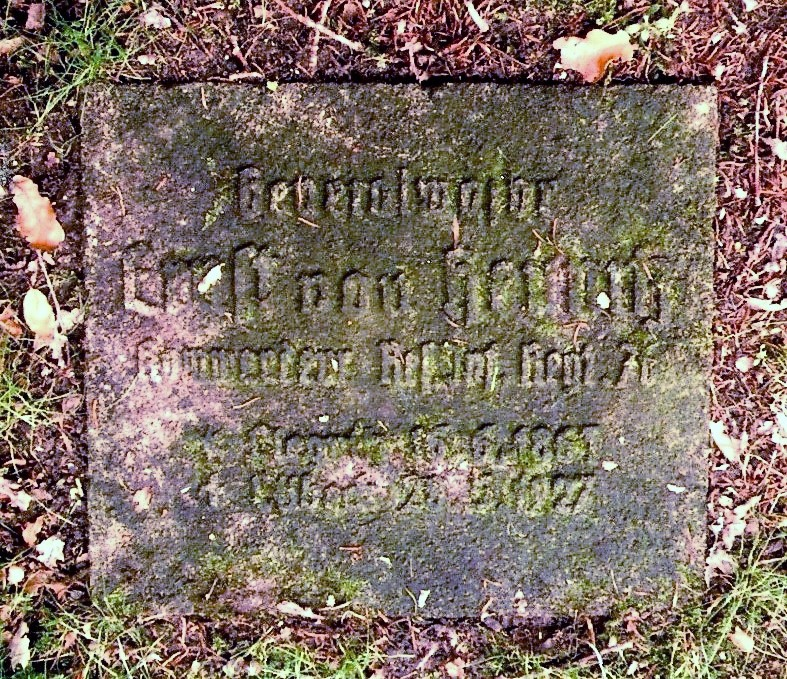
Ernst von Heynitz
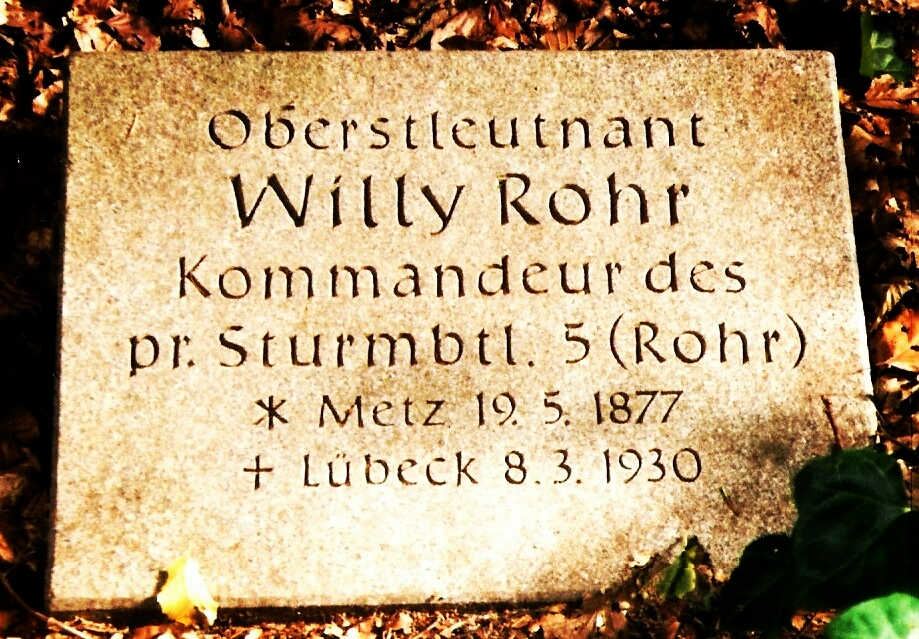
Willy Rohr
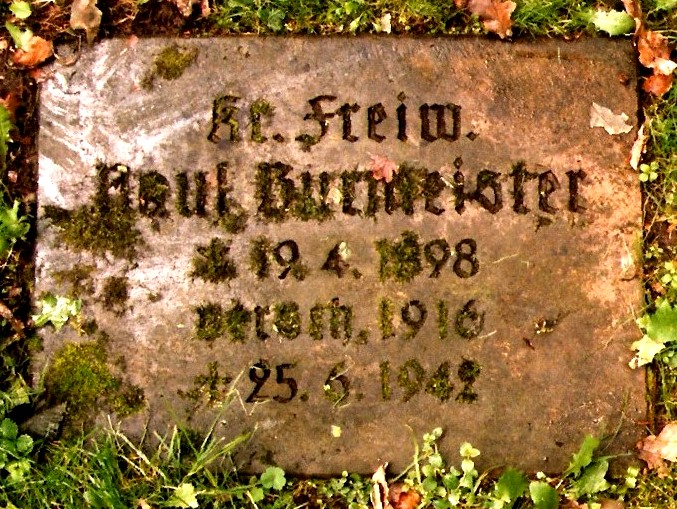
Kriegsfreiwilliger, verschollen 1916, gefallen 1942

Die Grabstätten und Gedenksteine sind per Computer erfasst.
Neben Denkmälern für Einzelpersonen sind auch eine Reihe von ihnen für Personengruppen, Vereine und Verbände vorhanden.

### Harry Maasz

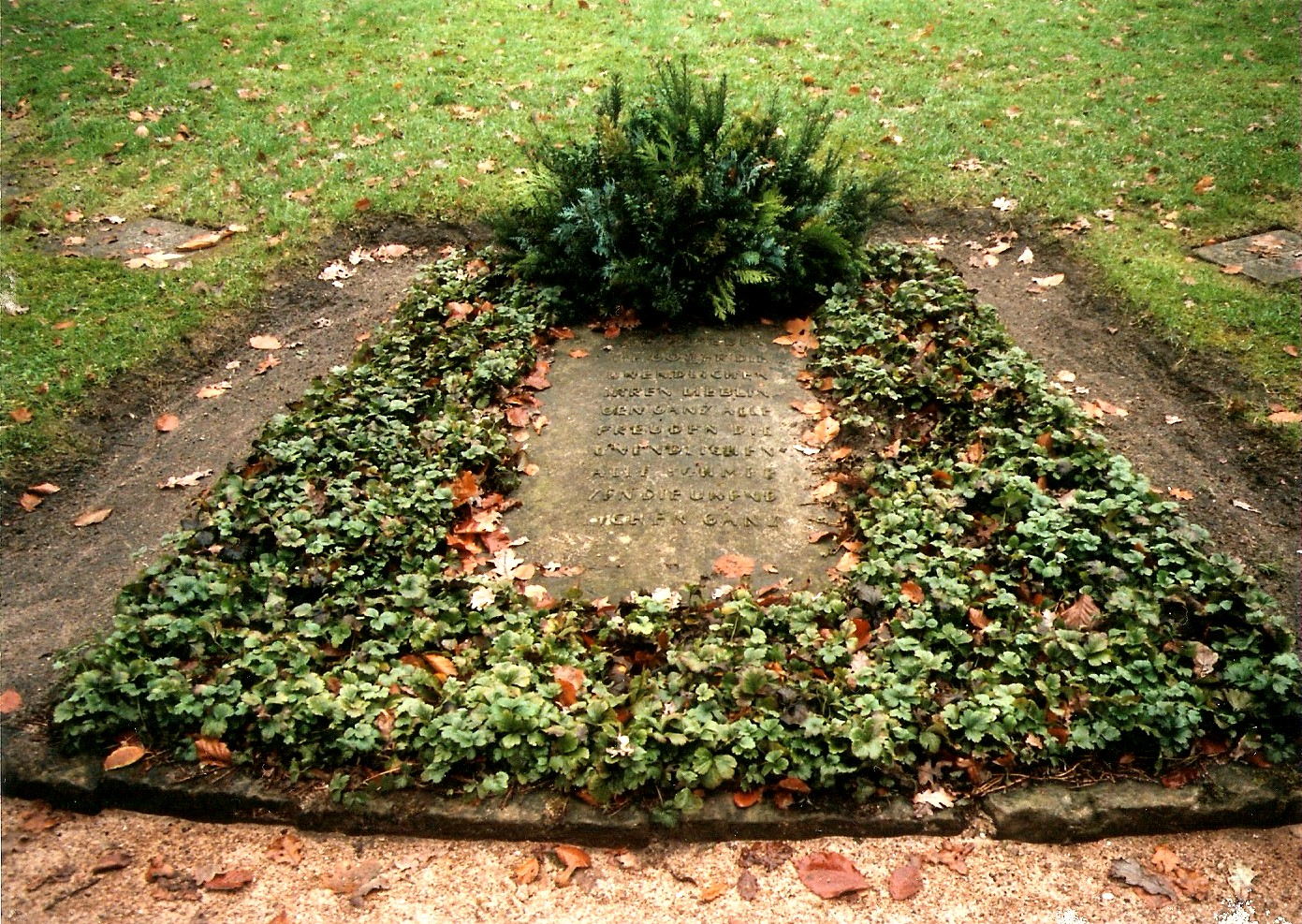
Maaszsches Grab

Am 29. August 1946 wurde am Ausgang des Ersten Feldes Harry Maasz als letzte Person auf dem Ehrenfriedhof beigesetzt. Das seinige ist das einzige als solches noch heute erkennbare Grab des Ehrenfriedhofs.
Aus seinem Grabstein steht das Zitat Johann Wolfgang von Goethes:
Alles geben / die Götter die / unendlichen / Ihren Lieblin / gen ganz alle / Freuden die / unendlichen / alle Schmer / zen die unend / lichen ganz
eingerahmt von
Dem Schöpfer des (rechts) Lübecker (oben) Ehrenfriedhofs (links)
Harry Maasz / * 1880 † 1946
Da die Beschriftung des Randes heute nicht mehr vorhanden ist, wissen heute nur noch Eingeweihte, dass dort der Verstorbene Schaffer des Friedhofs liegt.

## Gedenksteine

### Berufsfeuerwehr Lübeck
Steinplatte mit folgender Inschrift:
Die Berufsfeuerwehr Lübeck / ehrt das Andenken ihrer für das / Vaterland gefallenen Angehörigen

### Walter Boy-Ed

Walther Boy-Ed

Georg Roemer schuf eine Säule mit dreieckigem Schaft, deren Kapitell ein Garde-Helm ziert.
Inschrift auf der Vorderseite: Walter Boy-Ed / Hauptmann Batteriechef / I. Garde Fuss-Artillerie-Regt. / Spandau / PS 31 V-16y / Meine Zeit stehet / in deinen Händen / errette mich von der / Hand meiner Feinde / und von denen die / mich verfolgen.
Gehen wir entgegen dem Uhrzeigersinn um die Säule, finden wir auf der zweiten Fläche: GEBOREN / 17. MAI 1874 / LVBECK / VERWUNDET / . SEPTEMBER 1914 / NAUROY / GESTORBEN / 23. SEPTEMBER 1914 / REIMS
Die dritte Fläche gibt Auskunft darüber, welche Orden er im Laufe seines Lebens erhalten hat
Es war der erste aufgestellte Gedenkstein im Ehrenhain.

### Julius Leber

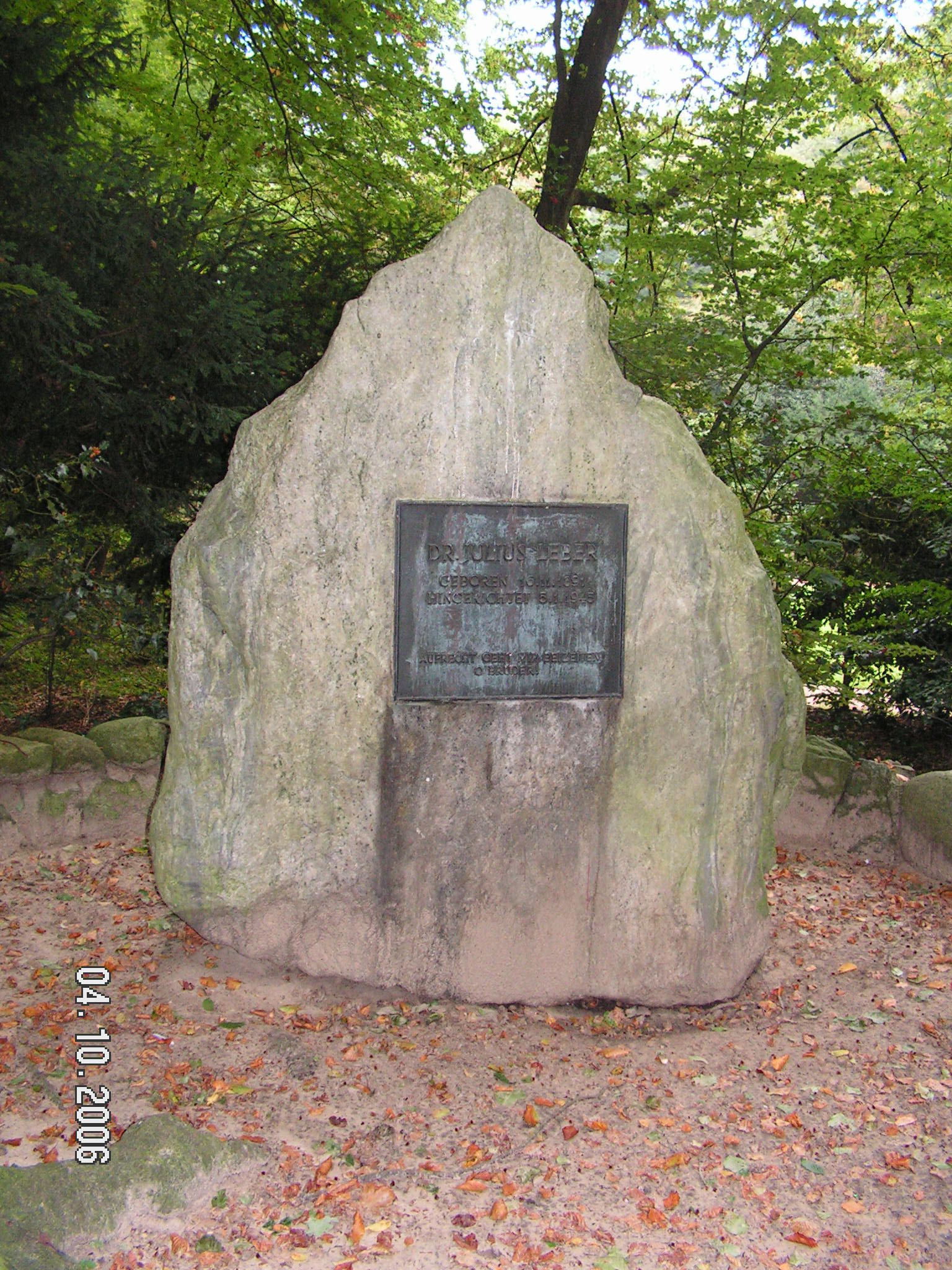
Gedenkstein Julius Leber

Naturstein mit Bronzeplatte –
Inschrift:
Julius Leber / geboren 16. November 1891 / hingerichtet 5. Januar 1945 / Aufrecht geht mir beizeiten / o Brüder
Die beiden letzten Zeilen sind ein Zitat aus dem Werk von Friedrich Nietzsche Also sprach Zarathustra.

### Garde-Korps Lübeck
Inschrift:
Den Unseren, die im / Kampfe 1914–1918 für die / Heimat den Tod fanden / Verein ehem. Kameraden / des Garde-Korps Lübeck

### Lübeck-Büchener Eisenbahngesellschaft
Auf der Einweihungsfeier am 6. März 1921 enthüllte Hauptpastor Wilhelm Mildenstein von der Luthergemeinde den Denkstein für die im Kriege gefallenen Beamten und Arbeiter der Lübeck-Büchener Eisenbahngesellschaft.

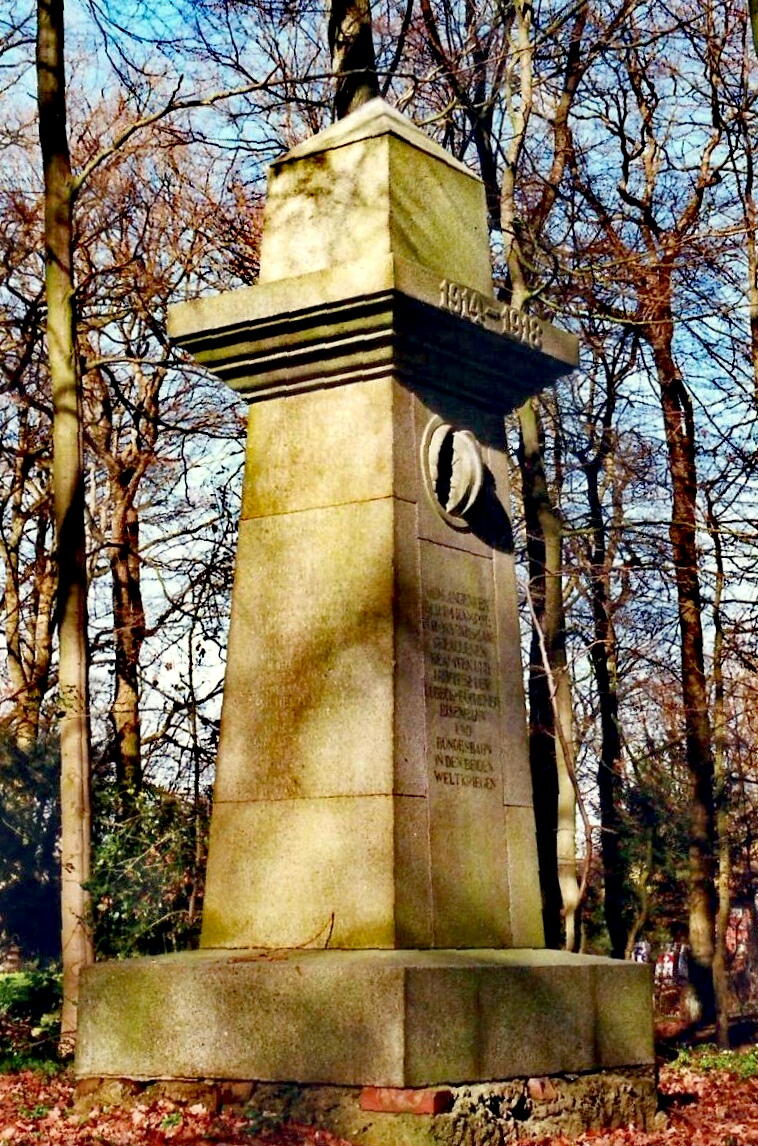
Gedenkstein für Eisenbahner

Es handelt sich bei diesem um einen Granitstein, der sich in seiner Obeliskenform mit wuchtiger Unterbrechung durch ein weitausragendes, architektonisch gegliedertes Gesims, in Kontrawirkung ansteigend, das Aufstrebende jäh unterbrechend, auf massiger Grundlage. Die Grundlage sollte trotzige Zähigkeit verkörpern.
Auf seiner Vorderseite steht unter dem geflügeltem Rad, dem Symbol der Eisenbahn, die Widmung an die Gefallenen:
Dem Andenken / der im Kampfe / für das Vaterland / gefallenen / Beamten und / Arbeiter der / Lübeck-Büchener / Eisenbahn
(und später ergänzt um)
und / Bundesbahn / in den beiden / Weltkriegen
Auf den übrigen drei Seiten deren nach Jahren geordnete 118 Namen.
Die Inschriften sind heute nicht mehr lesbar.
Auf Veranlassung des Angestelltenausschusses der Lübeck-Büchener Eisenbahngesellschaft fertigten die Lübeckischen Architekten Schürer & Siebert den Entwurf an. Ausgeführt wurde er durch das Lübeckische Granit- und Marmorwerk von Ludwig Bruhn vorm. Plettner & Bruhn.

### Lübecker Sanitätskolonne
Gedenkstein mit Inschrift zur Erinnerung an die gefallenen Mitglieder der Lübecker Sanitätskolonne:
S. K. v. R. K. (Sanitätskolonne vom Roten Kreuz) / DEM GEDÄCHTNIS / UNSERER TOTEN / 1914 1918
(nach dem Zweiten Weltkrieg ergänzt um)
DRK
1939–1945

### Gärtnerschaft

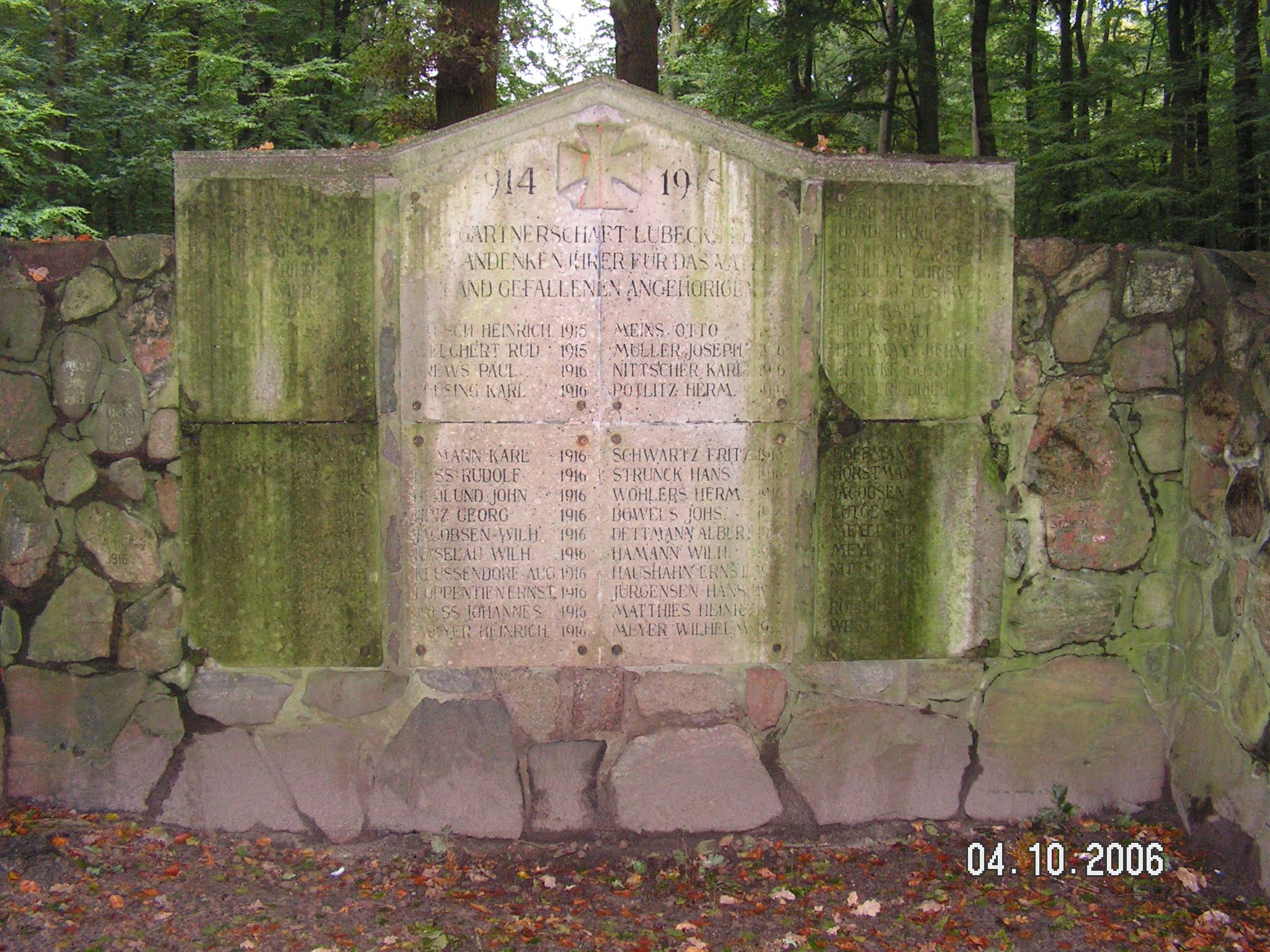
Gedenktafel der Lübecker Gärtnerschaft

Steinplatte in Natursteinmauer – Inschrift:
Die Gärtnerschaft Lübecks ehrt / das Andenken ihrer für das Vaterland / gefallenen Angehörigen

### Männerchor
Steinplatte in Ziegelsteinsäule – Inschrift:
1914–1918 / Der Lübecker Männerchor seinen Gefallenen

### Reserve-Infanterie-Regiment 215
Das Lübecker Kinderregiment gehörte zur 46. Reserve-Division. Im September 1918 stieß es in der Nähe Ligny-en-Cambrésis zum Infanterie-Regiment „Lübeck“ und ging als Ersatz in diesem auf.

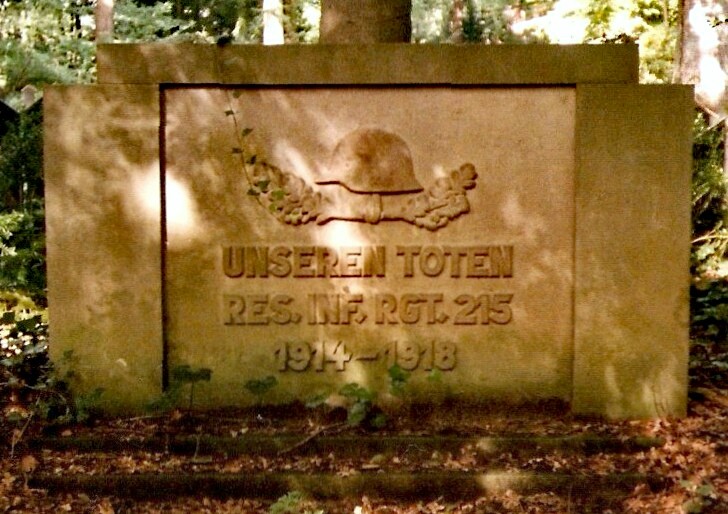
Reserve-Infanterie-Regiment 215

Am 26. und 27. Mai 1923 hielt die Division in Lübeck ihren Divisionstag ab und weihte am Vormittag des 27. das aus einer Steinplatte bestehende Ehrenmal mit der Inschrift:
Unseren Toten / Res. Inf. Rgt. 215 / 1914–1918
ein. Im Anschluss an den Festakt sollte auf dem Burgfeld ein Appell abgehalten werden. Ein von der Sozialdemokratie veranstalteter Demonstrationszug beeinträchtigte und die Kommunisten störten diesen. Es kam zu Tumulten, die von der grünen Polizei zurückgedrängt wurden.

### Städtisches Bauamt

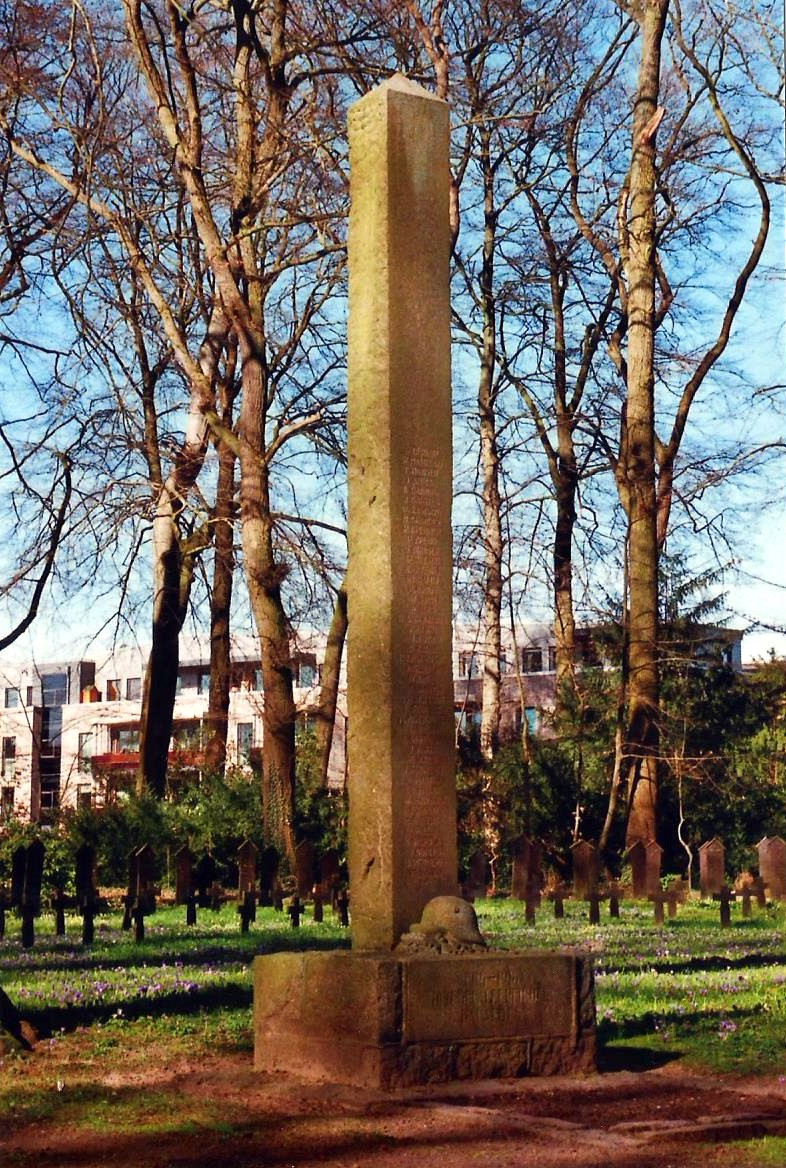
Baubehördendenkmal

Am 17. September 1922 wurde das Ehrenmal für die Gefallenen der Baubehörde enthüllt.
Es handelt sich bei diesem um eine schlichte, hochragende Granitsäule, auf der die Namen aller Gefallenen oberhalb der heute noch lesbaren Inschrift
1914–1918 / den Gefallenen des Bauamtes
aufgeführt waren. Die Namen der Gefallenen sind heute nicht mehr lesbar.
Auf dem Sockel deutet ein auf Eichenlaub ruhender Stahlhelm auf die Bedeutung des Steines hin.
Die Säule war das beherrschende Moment inmitten eines Grünplatzes neben einem in der Mitte des Platzes stehenden einzelnen Baum. Da die Säule sich in ihrer Form dem Baumstamm anpasste, galt seinerzeit ihr Platz als günstig gewählt. Das Ehrenmal wurde nach dem Entwurf des Oberbaurates Friedrich Wilhelm Virck von der Firma Rechtglaub ausgeführt. Sein ornamentaler Schmuck ist vom Bildhauer Emil Köhne angefertigt worden.
Im Zweiten Weltkrieg wurde aus dem Grünplatz das Gräberfeld I. Die Wirkung der Säule, vor dem Kriege umstanden den Platz nur niedrige Steine, wurde erhalten.

Gedenksteine
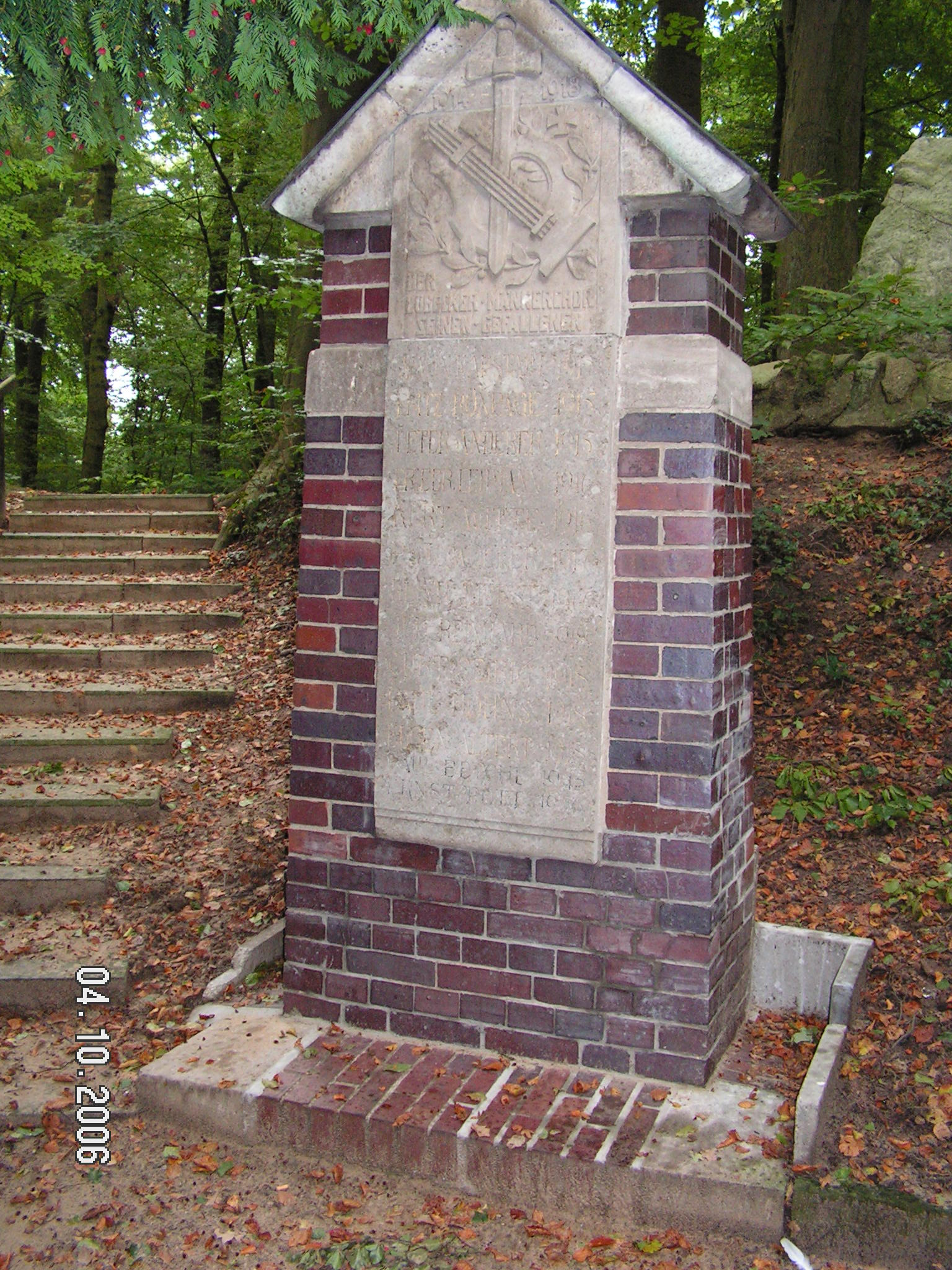
Gedenkstein des Lübecker Männerchores
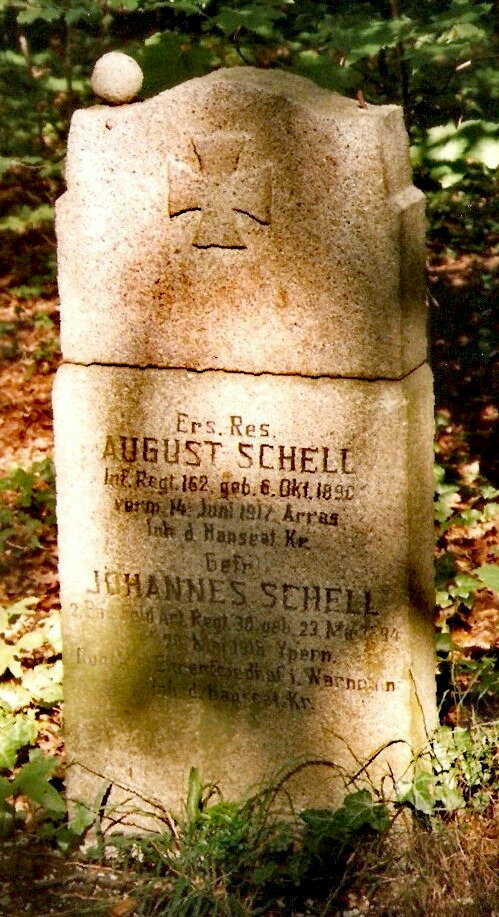
Träger des Lübecker Hanseatenkreuzes
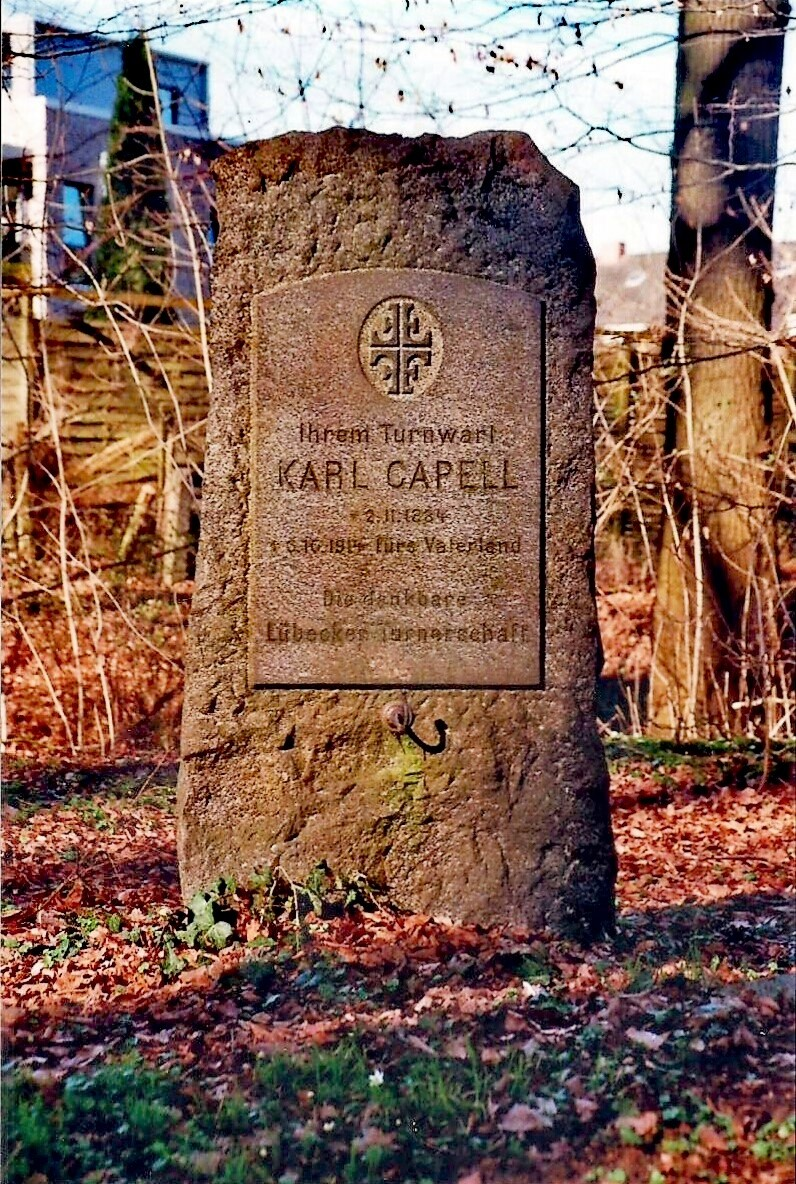
Karl Capell
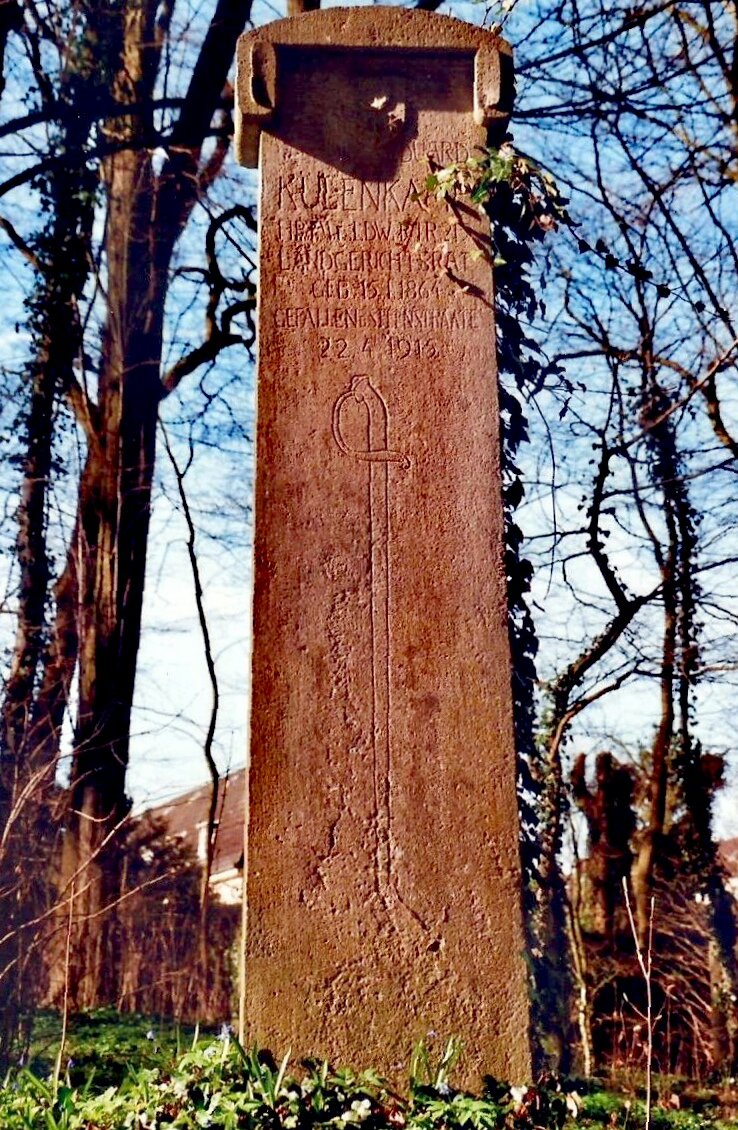
Eduard Kulenkamp
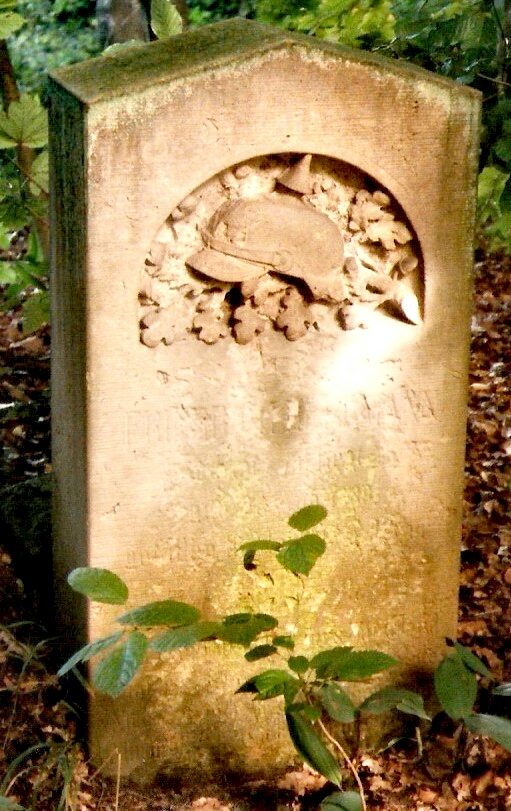
unbekannt, da nicht mehr entzifferbar
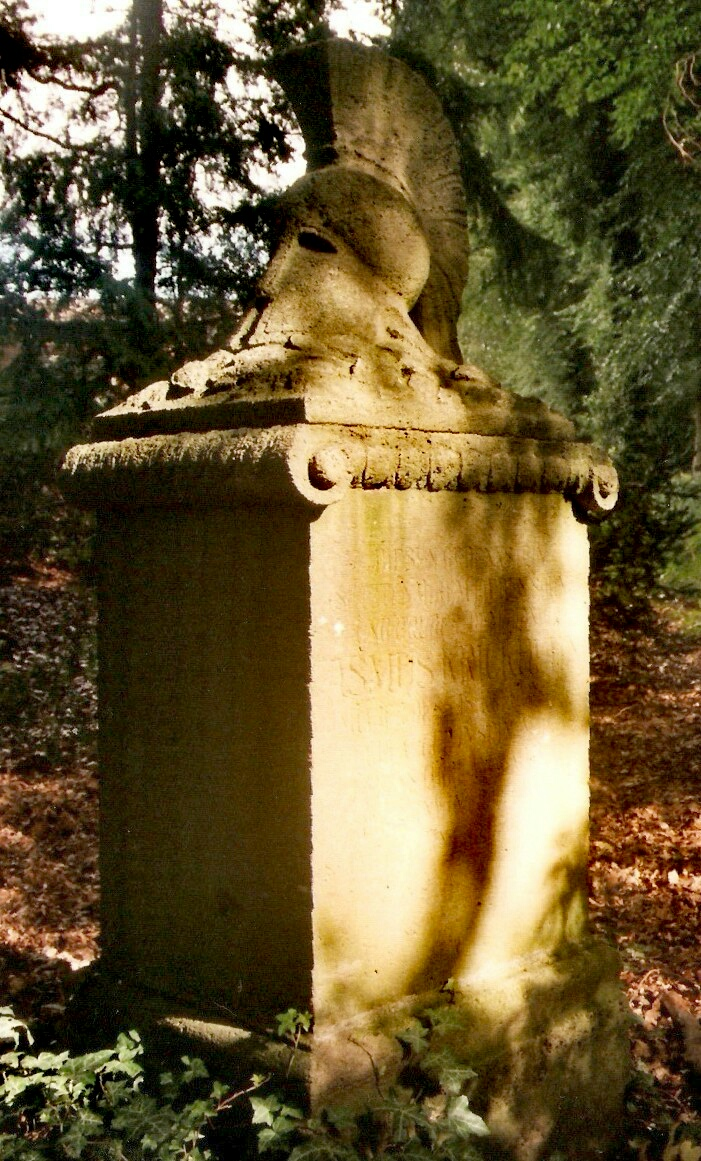
Asmus Krickhuhn

## Grabdenkmäler, die ursprünglich woanders standen

### Katharineum

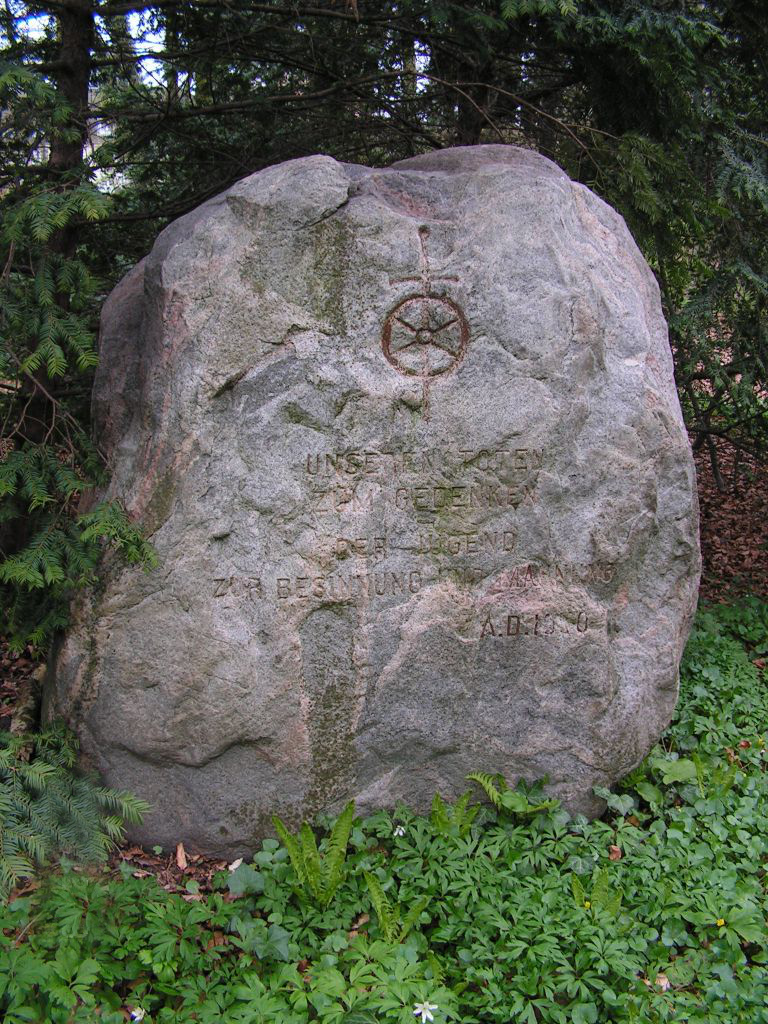

Das Denkmal befand sich ursprünglich auf der Katharineumswiese in Israelsdorf. Da diese mit zunehmender Zeit in den Augen der Katharineer jedoch keinen würdigen Rahmen hierfür bot, verhandelte man mit der Friedhofsverwaltung und setzte es mit deren Genehmigung um.
Dieser Gedenkstein des Katharineums wurde etwas versteckt auf dem Ehrenfriedhof
aufgestellt.
Eine Herkunftsbezeichnung fehlt; das Symbol der Schule (Schwert und Rad) ist jedoch
eindeutig zu identifizieren. Die Inschrift lautet:
Unseren Toten / zum Gedenken / der Jugend / zur Besinnung und Mahnung / A.D. 1950

### Gedenkstein für die in Deutsch-Südwestafrika gefallenen 162er

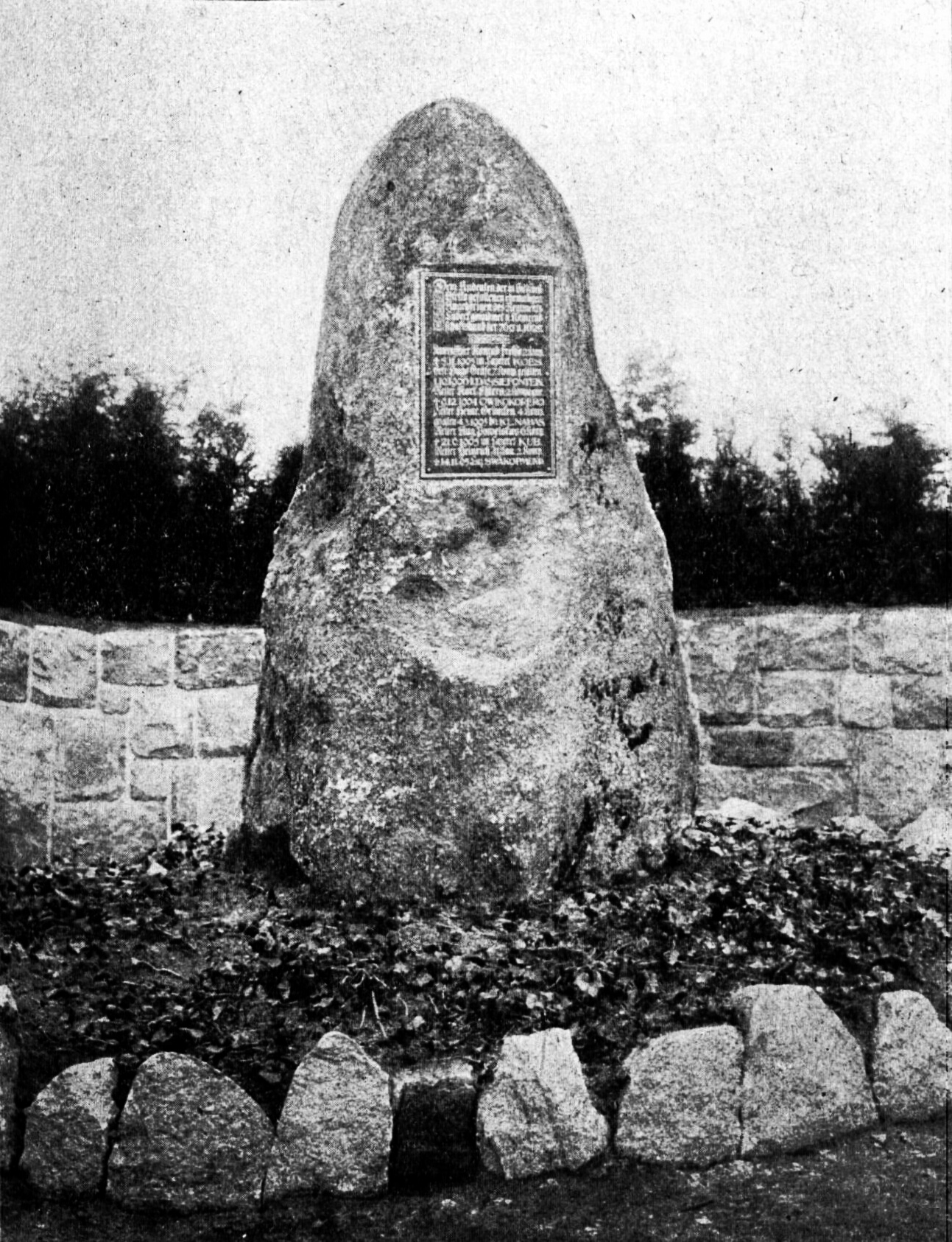

Tafel des zum zehnjährigen Bestehen des Regiments vom Kameradschaftsbund der 76er und 162er zu Lübeck dem Regiment gestifteten Gedenksteins für die in Deutsch-Südwestafrika gefallenen ehemaligen Angehörigen des Regiments.
Er stand ursprünglich auf dem Kasernenhof der Kaserne (im Dritten Reich in Meesen-Kaserne umbenannt) des ehemaligen I. Bataillons.
Der Verbleib des Steines ist unbekannt.

### Gedenkstein für die Gefallenen der M.G.K.

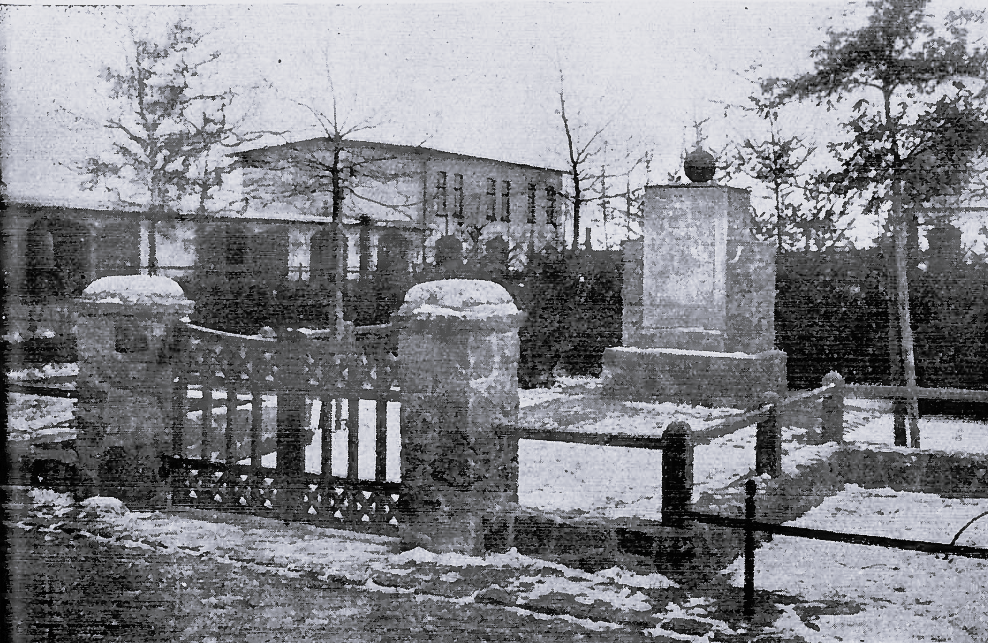

Die Maschinengewehr-Kompanie (MGK) des Infanterie-Regiments „Lübeck“ hatte bereits mitten im Krieg ein friedliches Werk der Dankbarkeit und Erinnerung für ihre auf dem Feld der Ehre gefallenen Kameraden geschaffen. Auf dem Kasernenhof der MGK bei der Marli-Kaserne erhob sich ein von gärtnerischen Anlagen umgebener in einfachen schlichten Formen gehaltener Gedenkstein. In ihm waren und wurden die Namen der Gefallenen eingemeißelt. Die Anregung hierfür gab ein Offizier-Stellvertreter der 2. Ersatz-Maschinengewehr-Kompanie. Die Entwürfe für den Gedenkstein lieferten die Lübecker Architekten Bräck & Stoermer. Den Entwurf für den gärtnerischen Schmuck stellte Garteninspektor Harry Maasz zur Verfügung.
Er stand ursprünglich auf dem Kasernenhof der Kaserne (im Dritten Reich in Meesen-Kaserne umbenannt) des ehemaligen I. Bataillons.

### Unbekannter Flieger
In den letzten Kriegstagen bei Niendorf abgestürzter Pilot.
Der dort aufgestellte Gedenkstein wurde 1999 auf den Ehrenfriedhof verlegt.

## Grabdenkmäler, die ursprünglich hier standen

### Groszheim’sche Realschule

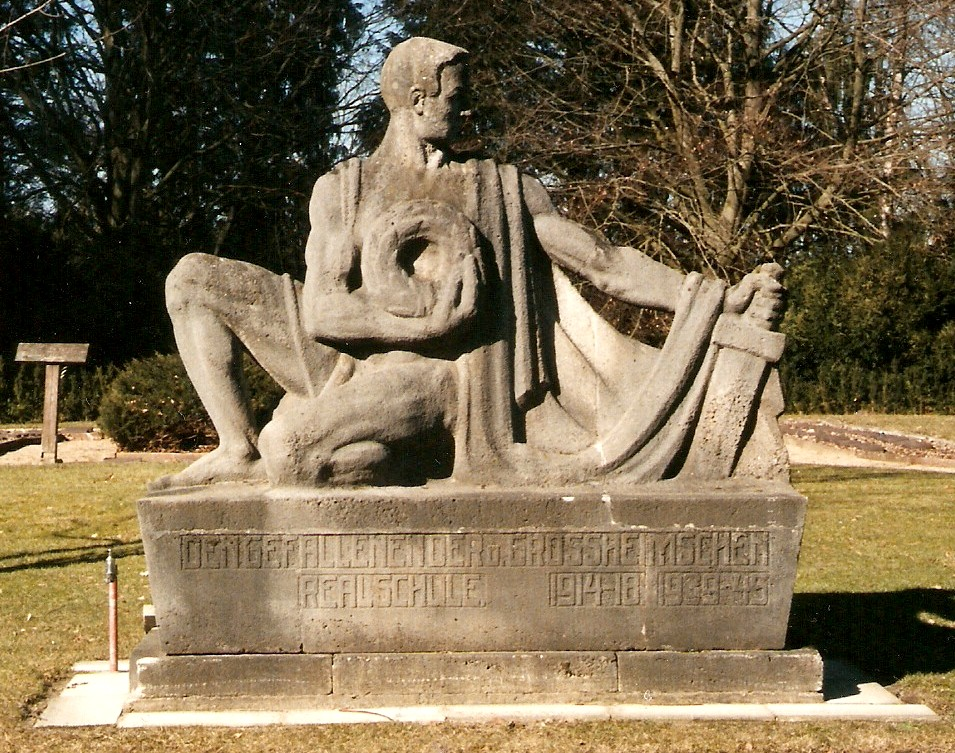
Den Gefallenen der Groszheim’schen Realschule

Am 17. Dezember 1922 enthüllte die Vereinigung ehemaliger von Groszheim’scher Realschüler e. V. den Gedenkstein für die im Felde gebliebenen Schulkameraden.
Ein in die Knie gesunkener Krieger, hat das Schwert, sei es zur Stütze oder zum Zeichen der Wehrlosigkeit, in den Boden gestoßen. Den Siegeskranz hält er aber fest in der Rechten, vertrauend auf eine bessere Zukunft seines Vaterlandes.
An dem Standort des Denkmals wurde später ein Grabfeld für Kriegstote aus dem Zweiten Weltkrieg errichtet. Das Feld schnitt einen Weg zu diversen anderen Denkmälern ab. Um diese heute zu erreichen, ist der Besucher des Friedhofs genötigt, sich durch das das Feld umgebende Buschwerk zu schlagen. Dies Schicksal blieb dem Denkmal allerdings erspart. Es wurde an das Ende der Soldatenallee auf dem Vorwerker Friedhof umgesetzt.
Das Denkmal stammt von dem Bildhauer Max Preibisch zu Hamburg und Boizenburg, einem Schüler des Wiener Professors Freiherr Edmund von Hellmer. Das gewählte Material, Muschelkalk, gibt dem ganzen einen warmen, witterungsbedingt im Laufe der Zeit sich verstärkenden Ausdruck.
Das Ehrenmal wich in seiner Art von den meist üblichen ab und bildete in der Zeit des sich stetig reicher gestaltenden Ehrenhains eine Zierde desselben.
Ludwig Ewers setzte der Schule in seiner 1926 erschienenen Großvaterstadt als von Hohenstein’sche Schule ein literarisches Denkmal.

## Weitere Kriegsgräberstätten in Lübeck
- Deutsche Kriegsgräberstätte Vorwerker Friedhof
- Vorwerker Friedhof mit Kriegsgräberstätten verschiedener Nationen aus dem Ersten und Zweiten Weltkrieg
- Friedhof Waldhusen mit Kriegsgräbern von Soldaten und Flüchtlingen des Zweiten Weltkriegs